# FC Barcelona Handbol
FC Barcelona Handbol – drużyna piłki ręcznej FC Barcelony. Należy do najbardziej utytułowanych zespołów w historii tej dyscypliny i gra w hiszpańskiej lidze ASOBAL.

## Historia
Sekcja piłki ręcznej Barçy powstała 29 listopada 1942 r., w czasie prezydencji Enrique Piñeyro. Początkowo była to jedenastoosobowa odmiana tej gry, a do lat 50. do gry wykorzystywano boiska piłkarskie.
Przełomowym momentem dla klubu było objęcie funkcji trenera przez Valero Riverę. Kataloński szkoleniowiec (wcześniej zawodnik) zdobył z klubem 62 trofea, w tym 5 europejskich pucharów z rzędu.

## Sukcesy
Liga Mistrzów: 12
1990/91, 1995/96, 1996/97, 1997/98, 1998/99, 1999/00, 2004/05, 2010/11, 2014/15, 2020/21, 2021/22, 2023/24
Superpuchar Europy: 5
1996/97, 1997/98, 1998/99, 1999/00, 2003/04
Puchar Zdobywców Pucharów: 5
1983/84, 1984/85, 1985/86, 1993/94, 1994/95
Puchar EHF: 1
2002/03
Mistrzostwo Hiszpanii: 6
1944/45, 1945/46, 1946/47, 1948/49, 1950/51, 1956/57
Puchar Króla: 29
1968/69, 1971/72, 1972/73, 1982/83, 1983/84, 1984/85, 1987/88, 1989/90, 1992/93, 1993/94, 1996/97, 1997/98, 1999/2000, 2003/04, 2006/07, 2008/09, 2009/10, 2013/14, 2014/15, 2015/16, 2016/17, 2017/18, 2018/19, 2019/20, 2020/21, 2021/22, 2022/23, 2023/24, 2024/25
Puchar ASOBAL: 20
1994/95, 1995/96, 1999/2000, 2000/01, 2001/02, 2009/10, 2011/12, 2012/13, 2013/14, 2014/15, 2015/16, 2016/17, 2017/18, 2018/19, 2019/20, 2020/21, 2021/22, 2022/23, 2023/24, 2024/25
Superpuchar Hiszpanii: 24
1986/87, 1988/89, 1989/90, 1990/91, 1991/92, 1993/94, 1996/97, 1997/98, 1999/00, 2000/01, 2003/04, 2006/07, 2008/09, 2009/10, 2012/13, 2013/14, 2014/15, 2015/16, 2016/17, 2017/18, 2018/19, 2019/20, 2020/21, 2021/22
Mistrzostwo Katalonii: 10
1943/44, 1944/45, 1945/46, 1946/47, 1948/49, 1950/51, 1953/54, 1954/55, 1956/57, 1957/58
Liga Katalonii: 12
1981/82, 1982/83, 1983/84, 1984/85, 1986/87, 1987/88, 1990/91, 1991/92, 1992/93, 1993/94, 1994/95, 1996/97
Liga Pirenejska: 18
1997/98, 1998/99, 1999/00, 2000/01, 2001/02, 2003/04, 2005/06, 2006/07, 2007/08, 2009/10, 2010/11, 2011/12, 2012/13, 2014/15, 2015/16, 2016/17, 2017/18, 2018/19
Liga Asobal: 32
1968/69, 1972/73, 1979/80, 1981/82, 1985/86, 1987/88, 1988/89, 1989/90, 1990/91, 1991/92, 1995/96, 1996/97, 1997/98, 1998/99, 1999/00, 2002/03, 2005/06, 2010/11, 2011/12, 2012/13, 2013/14, 2014/15, 2015/16, 2016/17, 2017/18, 2018/19, 2019/20, 2020/21, 2021/22, 2022/23, 2023/24, 2024/25
Super Globe: 5
2013/14, 2014/15, 2017/18, 2018/19, 2019/20
Supercopa Ibérica: 3
2022/23, 2023/24, 2024/25

## Kadra w sezonie 2024/25
| Bramkarze - 1. Gonzalo Pérez de Vargas - 12. Emil Nielsen Rozgrywający - 6. Pol Valera - 9. Jonathan Carlsbogård - 10. Dika Mem - 19. Timothey N'Guessan - 22. Thiagus dos Santos - 35. Domen Makuc - 66. Melvyn Richardson - 88. Petar Cikuša Jelicic - ?. Juan Palomino Morón | Skrzydłowi - 13. Aitor Ariño - 15. Hampus Wanne - 18. Blaž Janc - 20. Aleix Gómez Obrotowi - 11. Jaime Gallego - 82. Luís Diogo Sousa Frade - 99. Javier Rodríguez |